# Hanna Malewska
Hanna Malewska  (n. 21 iunie 1911, Jordanowice, Grodzisk Mazowiecki — d. 27 martie 1983, Cracovia) a fost o scriitoare, eseistă și autoare poloneză de romane istorice. În 1933 a absolvit facultatea de istorie din cadrul Univeristății Catolice din Lublin. Fiind membră a Armatei Naționale, n-a ezitat să lupte în vremea revoltei din Varșovia. După încheierea celui de-al Doilea Război Mondial s-a mutat la Cracovia. În anii 1945-1953 colaborează regulat la ziarul „Tygodnik Powszechny”, iar din 1956 a făcut parte din echipa redacției. Între 1957-1973 a îndeplinit funcția de redactor șef al lunarului „Znak”.

## Opere literare
- Cabrera (1931);
- Wiosna grecka (1931);
- Żelazna korona (1936);
- Kamienie wołać będą (1946);
- Żniwo na sierpie (1947);
- Stanica (1947);
- Przemija postać świata (1954);
- Sir Tomasz More odmawia (1956);
- Opowieść o siedmiu mędrcach (1959);
- Listy staropolskie z epoki Wazów (1959);
- Panowie Leszczyńscy (1961);
- Apokryf rodzinny (1965);
- Labirynt. LLW, czyli co może zdarzyć się jutro (1970);
- O odpowiedzialności. Wybór publicystyki (1945—1976) (1987)